# البدع (حولي)
البدع ، منطقة من مناطق محافظة حولي في الكويت.
كان الكويتيون يطلقون هذا الاسم على قطعة الأرض المحاذية للبحر. تحتوي على شاطئ أنجفة التاريخي.
كان يسكن فيها أمير الكويت الراحل الشيخ صباح الأحمد الجابر الصباح في قصر دار سلوى.